# Crimini bianchi
Crimini bianchi è una serie televisiva italiana, composta da 12 episodi da circa 50 minuti ciascuno.
Prodotta dalla Taodue di Pietro Valsecchi, non ha origine da un format estero.

## Trama
La serie televisiva ruota attorno alle vicende di alcuni medici che hanno dato vita ad un'associazione che aiuta pazienti e medici vittime della malasanità, che hanno cioè subito un danno a causa di un malfunzionamento del sistema sanitario e vogliono far valere i propri diritti. Luca Leoni spinge in tutti i modi a difendere le vittime della malasanità dopo aver visto morire il suo amico e collega Stefano a causa di un errore in sala operatoria. Con lui nello staff ci sono la ginecologa Francesca Coronati (nonché compagna di Stefano), l'anestesista Enrico Castelli e la specializzanda in cardiochirurgia Chiara Rinaldi. A cercare di evitare che l'associazione sia soggetta a denunce da parte di strutture ospedaliere e di medici c'è Claudio Bruni, avvocato e migliore amico di Luca Leoni.

## Programmazione
I primi 4 episodi della serie sono andati in onda su Canale 5 dal 24 settembre 2008 al 1º ottobre 2008 con due episodi a sera, ma, a causa di ascolti poco soddisfacenti, gli episodi 5 e 6 sono stati spostati su Italia 1, in onda il 13 ottobre 2008 e il 20 ottobre 2008, in seconda serata alle ore 22:05. Anche qui gli ascolti furono poco soddisfacenti. E la serie è stata definitivamente sospesa all'episodio 6..
La serie televisiva è ripresa su Joi, canale del Digitale terrestre dal 24 maggio 2009 con la replica dei primi 6 episodi e poi dal 14 giugno 2009 al 28 giugno 2009 in Prima TV, in seconda serata alle ore 22:35, con i restanti 6 episodi.

## Cast
Ricky Memphis, Daniele Pecci, Christiane Filangieri, Micaela Ramazzotti, Patrizio Pelizzi, Clemente Pernarella, Antonio Manzini, Alessia Fugardi, Enrico Silvestrin, Diego Verdegiglio, Daniele Formica e Carmela Vincenti.

## Proteste di associazioni mediche
La fiction ha suscitato le proteste del presidente dell'Ordine dei medici di Roma, Mario Falconi che aveva chiesto la modifica del titolo e dell'associazione AMAMI (Associazione Medici Accusati di Malpractice Ingiustamente) che chiese al Garante per le telecomunicazioni la sospensione della messa in onda.

## Episodi
Gli episodi 1-4 andarono in onda su Canale 5. Gli episodi 5-6 andarono in onda su Italia 1. Gli episodi 7-12 andarono in onda su Premium Joi.
| n° | Titolo                  | Prima TV          |
| -- | ----------------------- | ----------------- |
| 1  | Un caso personale       | 24 settembre 2008 |
| 2  | Fuori strada            | 24 settembre 2008 |
| 3  | Il virus dell'impiccato | 1º ottobre 2008   |
| 4  | Sotto accusa            | 1º ottobre 2008   |
| 5  | Effetti collaterali     | 13 ottobre 2008   |
| 6  | Lo sparo                | 20 ottobre 2008   |
| 7  | Giochi pericolosi       | 14 giugno 2009    |
| 8  | La lista                | 14 giugno 2009    |
| 9  | Burn out                | 21 giugno 2009    |
| 10 | Lo scambio              | 21 giugno 2009    |
| 11 | Questione di protocollo | 28 giugno 2009    |
| 12 | In nome del padre       | 28 giugno 2009    |

## Curiosità
- Tra i consulenti: il medico Danilo Nuccetelli, la scrittrice e saggista Maria Giovanna Luini e il medico e scrittore Paolo Cornaglia Ferraris.